# Бензема, Карим
Кари́м Мостафа́ Бензема́ (фр. Karim Mostafa Benzema; род. 19 декабря 1987[…], Лион) — французский футболист, нападающий и капитан саудовского клуба «Аль-Иттихад». Выступал за сборную Франции, за которую провёл 97 матчей и забил 37 мячей.
Первым футбольным клубом в жизни Бензема стал «Брон Террайон», в системе молодёжных команд которого он оказался в детстве. В 1996 году присоединился к «Олимпику» из Лиона, впервые став привлекаться в основной состав этой команды в 2004 году. Дебютировал на профессиональном уровне в сезоне 2004/05. В составе французской команды выиграл четыре чемпионских титула Лиги 1 подряд. В сезоне 2007/08 Бензема стал игроком стартового состава и провёл успешный год, забив более 30 голов во всех турнирах. По итогам этого сезона был назван «Футболистом года во Франции по версии НПСФ», а также включён в состав «команды года» по версии НПСФ. Помимо этого за свои выступления Бензема получил трофей «Браво».
В июле 2009 года, после очередного сезона в «Лионе», Бензема перешёл в мадридский «Реал» за сумму в размере 35 миллионов евро (50 миллионов долларов). С испанским клубом был подписан шестилетний контракт. Вместе с клубом Бензема стал обладателем 23 трофеев, в числе которых 5 кубков Лиги чемпионов. Четырежды был назван «футболистом года во Франции»: в 2011, 2012, 2014 и 2021 годах. В 2022 году стал обладателем «Золотого мяча» по версии France Football.

## Клубная карьера

### Ранние годы
В возрасте восьми лет Бензема впервые попал в футбольный клуб, им стал «Брон Террайон». В матче против молодёжной академии «Лиона» француз привлёк внимание тренерского штаба этого клуба. По словам президента «Брон Террайон» в 1990-х годах, официальные представители французского клуба посетили его с целью подписать Бензема, однако он отказался от предложения. Однако впоследствии Бензема всё же присоединился к «Лиону» и был включён в академию клуба.

### «Лион»
В 17 лет стал одним из лучших игроков резерва команды, забивая по три десятка голов за сезон. В декабре 2004 года попал в основную команду «Лиона», 15 января 2005 года на домашнем стадионе «Стад Жерлан» Бензема дебютировал в матче чемпионата Франции. В этой игре (против «Меца») отдал голевой пас на Бриана Бергунью. Несмотря на то, что Бензема был чемпионом Европы среди юниоров, клуб не спешил переводить его в основную команду, и он отыграл всего 6 игр в том сезоне.

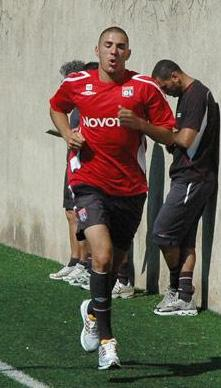
Бензема на тренировке во время выступлений за «Лион», 2008 год

В самом начале карьеры Бензема сравнивали с Давидом Трезеге за умение обходить оборону, но вскоре он заслужил сравнения с Зинедином Зиданом, также кабилом по происхождению. В сезоне 2005/06 Бензема открыл счёт своим мячам во французской лиге. На последней минуте матча он забил гол в ворота «Аяччо». В том сезоне он сыграл в 13 играх, забил 1 гол. Дебют в еврокубках пришёлся на матч группового этапа Лиги чемпионов против «Русенборга». В этом матче Бензема открыл счёт своим евроголам.
В сезоне 2006/07 Бензема стал основным нападающим «Лиона». Он сыграл в 21 игре и забил 5 голов. В следующем сезоне забил 20 голов в чемпионате Франции и стал лучшим бомбардиром, и одним из лидеров своей команды. В прессе появилась информация об интересе к Бензема со стороны ведущих клубов Европы, включая «Реал», «Ювентус», «Ливерпуль» и «Челси», но сам футболист через своего агента заявил о нежелании покидать «Лион», с которым намеревался выиграть Лигу чемпионов УЕФА. В сезоне 2008/2009 форвард забил 17 голов в 36 матчах чемпионата Франции. Всего в 149 играх за «Лион» Бензема забил 66 голов.

### «Реал Мадрид»

#### 2009—2012
Однако 1 июля 2009 года за 35 миллионов евро Бензема перешёл в испанский клуб «Реал Мадрид», подписав шестилетний контракт с зарплатой 6,5 миллионов евро в год. «Реал» заплатил агенту игрока Кариму Джазири 10 % комиссии от суммы трансфера. Это максимально разрешённая процентная ставка агента в европейском футболе. Бензема стал четвёртым приобретением «Реала» в межсезонье после бразильца Кака, португальца Криштиану Роналду, и испанца Рауля Албиоля. 9 июля он был официально представлен в качестве нового игрока «Реала». Презентация нападающего на «Сантьяго Бернабеу» собрала порядка 15-20 тысяч зрителей. Карим Бензема стал пятнадцатым французским игроком в истории мадридского клуба, он получил в команде 11-й номер.

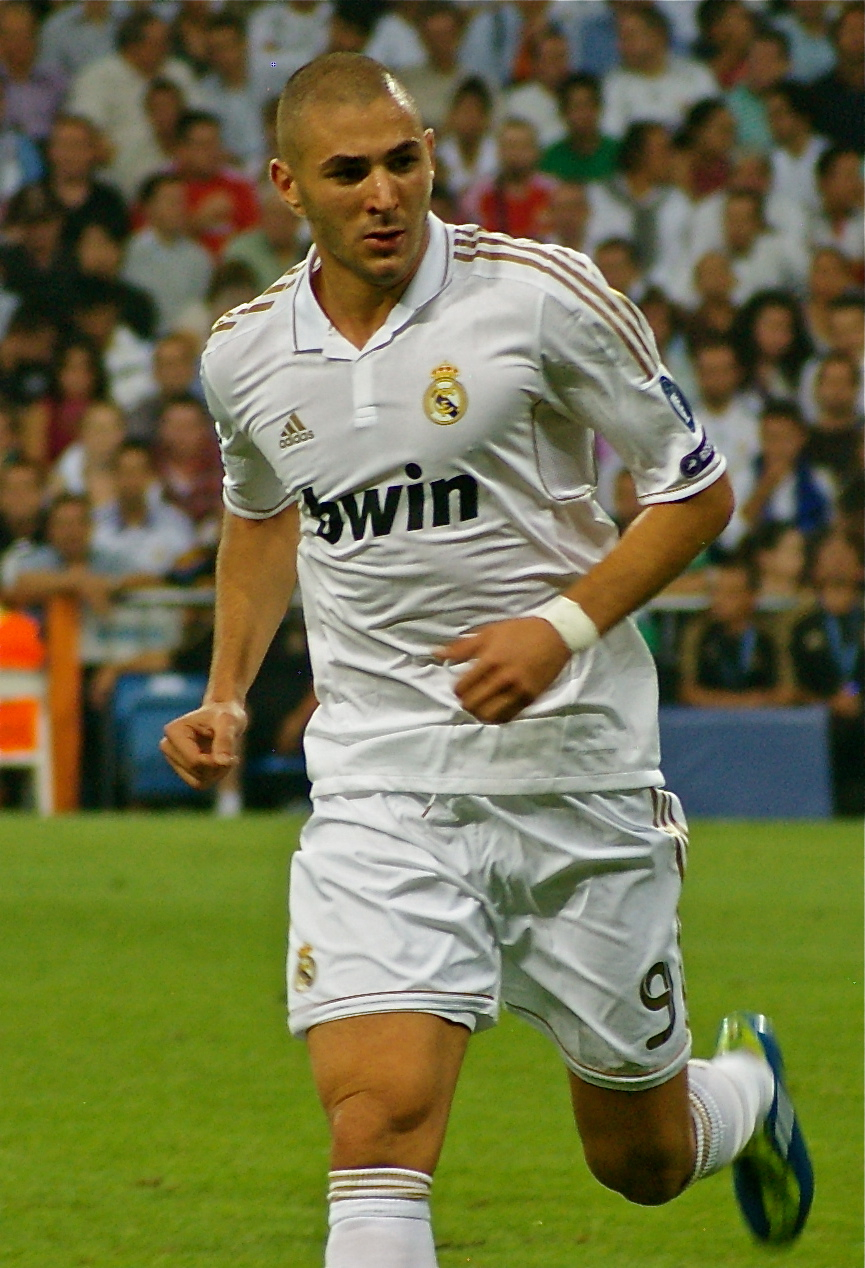
Карим Бензема празднует один из своих голов в сезоне 2009/10

Дебют Бензема за новый клуб пришёлся на матч с «Депортиво». «Реал» выиграл 3:2, а Бензема, вышедший на поле с первых минут, так и не сумел отличиться, и был заменён на 73 минуте. Свой первый официальный гол за «Реал» забил в матче 3 тура против «Хереса». В первом своём сезоне за новый клуб Бензема не всегда попадал в основу. Из сыгранных 26 матчей, только в 14 выходил в основе и лишь в 4-х матчах отыграл все 90 минут. Всего в сезоне 2009/10 Бензема отыграл 33 матча во всех соревнованиях и забил 9 голов, 8 из которых пришлись на чемпионат Испании.
После ухода Рауля в «Шальке», Криштиану Роналду взял себе 7-й номер, а Бензема — 9-й. С приходом в клуб в качестве главного тренера Жозе Моуринью ситуация не изменилась. В первой половине сезона 2010/11 Бензема не являлся игроком основы и появлялся на поле, в основном выходя на замену. После того, как нападающий «Реала» Гонсало Игуаин получил серьёзную травму и выбыл на длительный срок, Бензема получил хороший шанс стать твёрдым игроком основы и начал появляться на поле с первых минут. 8 декабря 2010 года оформил свой первый хет-трик в матче Лиги чемпионов против «Осера». Первый из трёх голов стал для Реала 300-м в матчах Лиги чемпионов. Второй хет-трик Бензема пришёлся на матч 1/8 финала Кубка Испании против «Леванте». Бензема завоевал доверие Жозе Моуринью, забив 10 голов в 10 матчах во всех соревнованиях (в том числе сделал три дубля: в ворота «Малаги», «Расинга» и «Эркулеса»). Всего в сезоне 2010/11 Бензема провёл 48 матчей и забил 26 голов.
Когда я был моложе, то, как играл Роналдо, оказало на меня большое влияние. Для меня он лучший нападающий всех времён. Я смотрю на его действия и пытаюсь повторить их, но это не так просто. Невозможно сделать те же движения, что и он.
Бензема впечатляюще начал сезон, забив 8 голов в 7 предсезонных матчах. Первый гол в новом сезоне забил в матче 3-го тура против «Хетафе». После этого забивал по мячу в ворота «Райо Вальекано», «Вильярреала», «Валенсии» и дубль в ворота «Осасуны». В первом «Эль-Класико» Бензема забил гол в ворота Вальдеса уже на первой минуте, но этот гол не спас «Реал», проигравший в итоге со счётом 1:3. В групповом этапе Лиги чемпионов Бензема забивал по мячу «Аяксу» и «Лиону» и дубль в ворота загребского «Динамо».
После поражения от «Барселоны» «Реал» выдал 11-матчевую серию побед, в которой Бензема отличился голом в ворота «Леванте» и по дублю в ворота «Гранады» и «Расинга». В 1/8 финала Кубка Испании Бензема забил по мячу в двухматчевом противостоянии против «Малаги». В ответном матче 1/4 финала кубка против «Барселона» Бензема сравнял счёт. Матч закончился со счётом 2:2, но по сумме двух матчей «Барселона» вышла в полуфинал. В ответном матче 1/8 финала Лиги чемпионов Бензема вышел на замену на 70-й минуте и уже через минуту забил 3-й гол «Реала» в ворота ЦСКА. Сам «Реал» победил со счётом 4:1 и вышел в четвертьфинал, где встретился с кипрским АПОЭЛом. На Кипре Бензема забил 2 мяча.
В матче 28 тура против «Малаги» «Реал» впервые за 11 игр потерял очки. Бензема забил гол на 35-й минуте, но на 92-й Санти Касорла со штрафного поразил ворота Икера Касильяса. В концовке Чемпионата Испании Бензема забил ещё 7 мячей в 10 матчах и помог «Реалу» стать чемпионом. В этом же сезоне тройка «Реала» — Криштиану Роналду, Бензема и Гонсало Игуаин — забили 118 голов за сезон, что стало лучшим результатом в истории чемпионата Испании.

#### 2013—2018
Этот сезон стал одним из лучших в карьере французского форварда: в чемпионате Испании француз отыграл 35 матчей и отличился 17 раз. В этом сезоне в атаке мадридского клуба формируется «связка-трезубец» BBC (Бэйл, Бензема и Роналду), которая забила 66 % мячей клуба во всех соревнованиях. Бензема стал одним из основных игроков мадридского клуба, а постоянная игровая практика позволила французу закрепиться и в составе сборной, поехав с ней на ЧМ-2014. Карим Бензема отметился голом на 45-й минуте матча 20-го тура чемпионата Испании против «Бетиса», таким образом, игрок сборной Франции забил свой 100-й мяч за мадридский клуб.
6 августа 2014 года «Реал» объявил, что Карим Бензема подписал с клубом новый пятилетний контракт, который продлит его пребывание в клубе до 2019 года. 12 августа 2014 года Бензема провёл все 90 минут матча за Суперкубок УЕФА против «Севильи» (2:0). 16 сентября 2014 года Бензема забил 1000-й гол мадридского «Реала» в еврокубках. Это произошло в первом матче группового этапа против «Базеля», окончившегося со счётом 5:1. В октябре 2014 года Бензема был признан лучшим игроком месяца в чемпионате Испании, аналогичную награду в этом же месяце получил и тренер «Реала» Карло Анчелотти. В 2014 году Бензема в третий раз получил награду «Футболист года во Франции». Первый гол в сезоне 2014/15 француз забил в ворота «Бетиса» во 2 туре. Помимо прочего в данном сезоне Карим Бензема оформил и два хет-трика. Первый хет-трик он сделал в 6 туре группового этапа Лиги чемпионов против «Мальмё». Второй — в ворота «Райо Вальекано» в 16 туре чемпионата Испании (10:2).

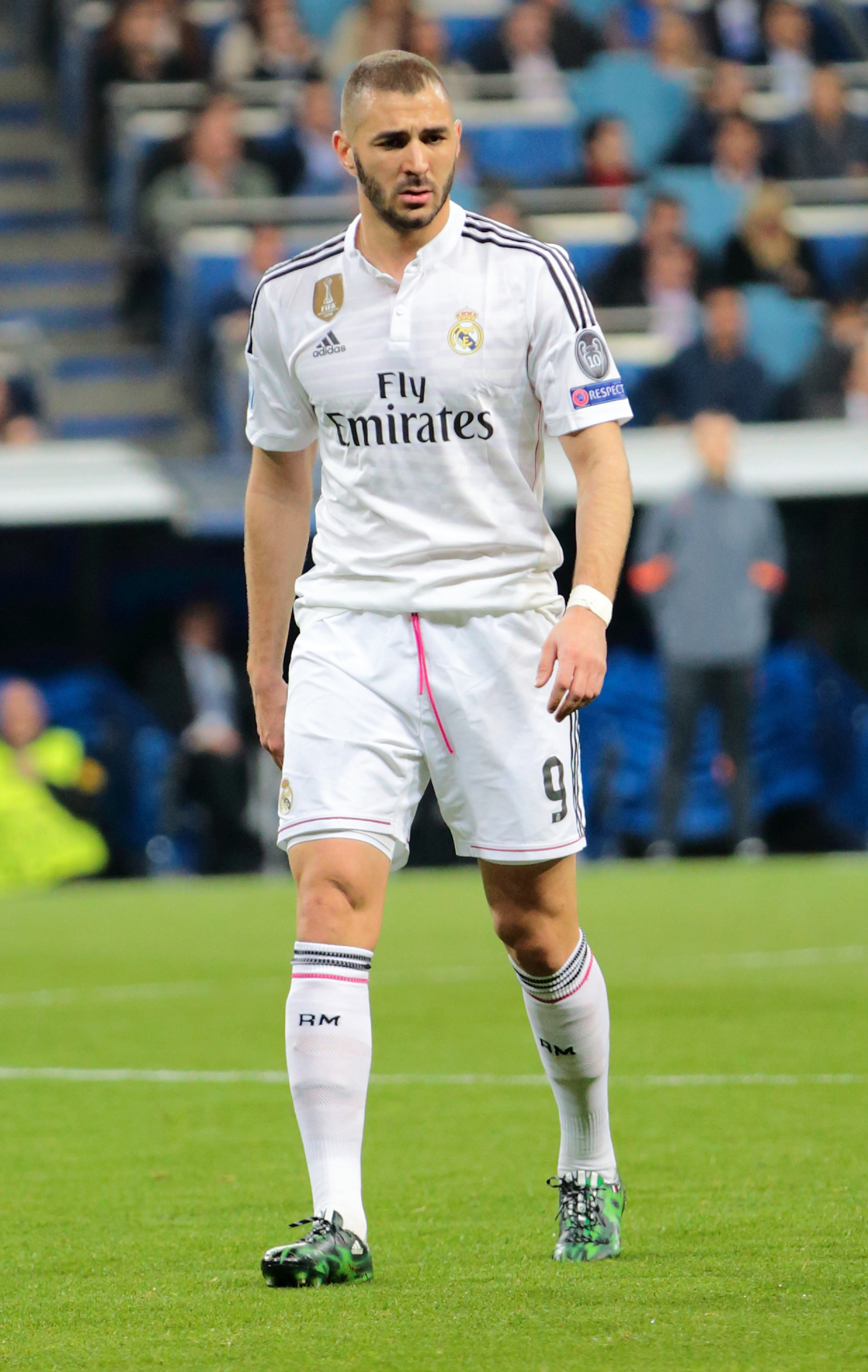
Бензема в сезоне 2014/15

В декабре 2016 года Бензема в составе «Реала» принял участие в клубном чемпионате мира в Японии. В полуфинальном матче против мексиканской «Америки» (2:0) 15 декабря Бензема забил мяч на последних минутах первого тайма, что помогло «Реалу» выйти в финал турнира. Три дня спустя, в самом финале против японского клуба «Касима Антлерс», Бензема открыл счёт матча уже на девятой минуте. Мадридский «Реал» выиграл со счётом 4:2 по итогам дополнительного времени, так как в основное время матча победителя выявить не удалось. Благодаря победе в данном турнире Карим завоевал свой десятый трофей в составе мадридской команды. 15 февраля 2017 года в первом матче 1/8 финала Лиги чемпионов 2016/17 против «Наполи» Карим Бензема забил первый гол мадридского «Реала», матч был окончен со счётом 3:1. Забитый мяч стал 51-м голом нападающего в этом соревновании, что позволило ему обогнать Тьерри Анри в списке лучших французских бомбардиров Лиги чемпионов всех времён. За своё выступление Бензема удостоился звания «игрока матча». По итогам сезона 2016/17 «Реал Мадрид» выиграл Ла Лигу и Лигу чемпионов.
20 сентября 2017 года Бензема продлил свой контракт с клубом до 2021 года. 6 марта следующего года Карим сделал своё 100-е выступление в рамках Лиги чемпионов УЕФА, сыграв в ответном матче 1/8 финала розыгрыша 2017/18 годов против «Пари Сен-Жермен» (2:1), мадридский «Реал» же смог выйти в следующий раунд. 31 марта француз провёл свой 400-й матч во всех турнирах в составе «Реал Мадрид». Карим, выйдя на поле с капитанской повязкой, помог своей команде одержать уверенную победу над «Лас-Пальмасом» со счётом 3:0, забив второй гол матча с пенальти. 26 мая 2018 года забил гол в матче финала Лиги чемпионов 2017/18 года против «Ливерпуля», перехватив мяч при его вводе в игру вратарём английской команды Лорисом Кариусом и отправив его в пустые ворота. «Реал» смог одержать победу со счётом 3:1 и выиграть свой третий подряд и 13-й в сумме трофей Лиги чемпионов.

#### 2018—2020
7 ноября 2018 года Карим Бензема забил гол в матче группового этапа Лиги чемпионов с чешским клубом «Виктория» (5:0), достигнув рубежа в 200 голов за мадридский «Реал». Француз стал лишь седьмым игроком в истории клуба, сумевшим достигнуть данного результата. 13 февраля следующего года, в матче 1/8 финала данного розыгрыша, Бензема забил гол в гостевом матче с «Аяксом» (2:1), что позволило французу достигнуть отметки в 60 голов в Лиге чемпионов. Он стал лишь четвёртым игроком, сделавшим это.

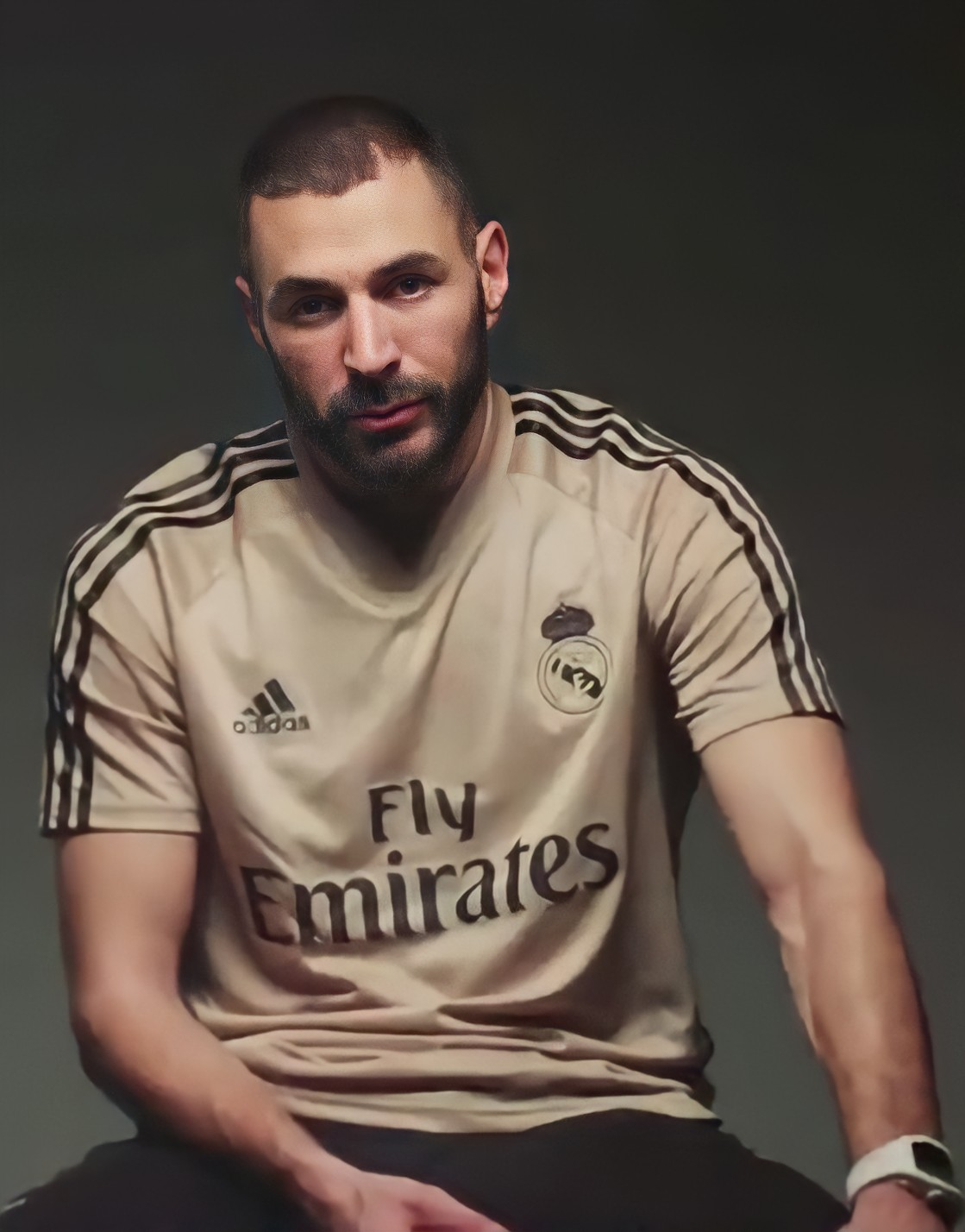
Карим Бензема во время интервью в 2020 году

17 августа 2019 года Бензема забил первый гол мадридского «Реала» в чемпионате Испании 2019/20, чем помог одержать победу над «Сельтой» со счётом 3:1. 6 ноября француз оформил дубль в разгромной победе мадридского «Реала» над «Галатасараем» со счётом 6:0, благодаря чему смог достигнуть сразу двух достижений: он стал вторым игроком после Лионеля Месси, забившим в 15 сезонах Лиги чемпионов подряд, а также третьим игроком «Реала», забившим 50 голов в этом соревновании. Выступления Бензема были высоко оценены главным тренером команды Зинедином Зиданом, который назвал его легендой, а также сравнил с Криштиану Роналду. Три дня спустя, в следующем матче Ла Лиги, Бензема забил ещё один дубль в победном матче против «Эйбара» (4:0), обогнав Ференца Пушкаша и став шестым в списке лучших бомбардиров «Реала» в чемпионате Испании. В феврале 2020 года Бензема продлил свой контракт с «Реалом» до 2022 года. 1 марта француз сыграл в своём 500-м матче за мадридский «Реал», став четырнадцатым игроком в истории клуба, достигшим этого результата. В июне 2020 года в матче с «Валенсией» Бензема забил 242-й и 243-й мячи, потеснив Пушкаша с 5-й строчки в списке бомбардиров «Реала» за всю историю.

#### 2021—2022, победа в Лиге чемпионов и «Золотой мяч»

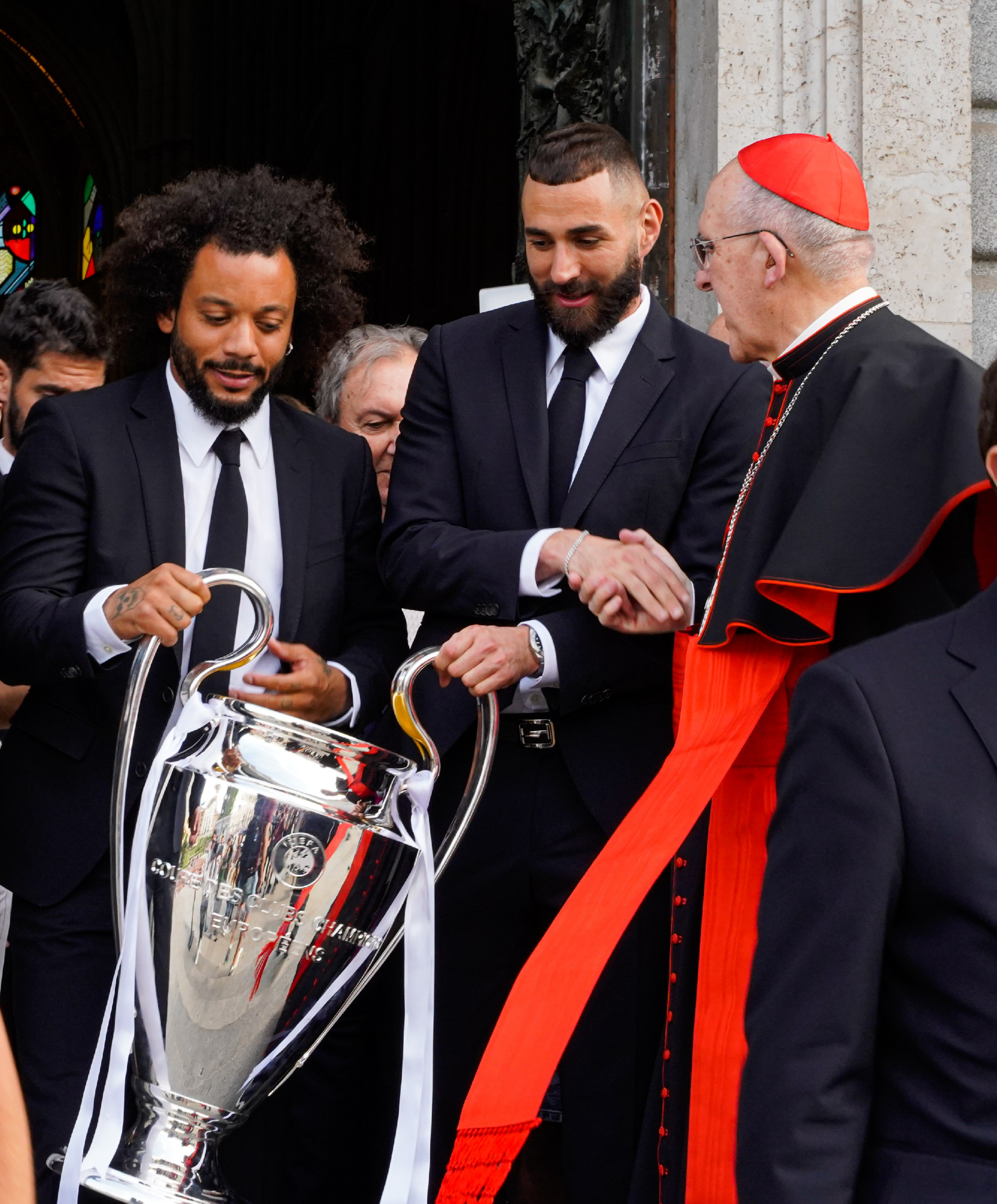
Бензема и Марсело с трофеем Лиги Чемпионов у статуи Девы Альмуденской в 2022 году

В сезоне 2021/22 «Реал Мадрид» стал чемпионом Испании, оторвавшись от ближайшего преследователя «Барселоны» на 13 очков. В одном из последних туров прошёл матч «сливочных» и «Эспаньола», завершившийся победой «Мадрида» 4:0. После него «Реал» досрочно стал чемпионом. Четвёртый мяч забил Бензема. Карим также стал лучшим бомбардиром лиги, забив 27 мячей (за сезон во всех турнирах француз суммарно забил 44 гола за клуб).
В Лиге чемпионов «Реал Мадрид» вышел в плей-офф с первого места, проиграв в группе лишь один раз. В играх на выбывание Карим забил в каждом матче, кроме финала. Первую игру 1/8 финала с «Пари Сен-Жермен» «Реал» проиграл 1:0, однако в ответном матче «сливочные» одержали волевую победу 3:1 и вышли в четвертьфинал по сумме двух встреч. Три мяча за «Мадрид» забил Бензема во втором тайме, первый гол был забит из-за ошибки вратаря парижан Джанлуиджи Доннаруммы. В первой четвертьфинальной встрече против «Челси» Карим снова оформил хет-трик, также воспользовавшись один раз ошибкой на выходе голкипера соперника Эдуара Менди. За основное время второго матча «пенсионеры» забили 3 гола и пропустили один, тем самым переведя игру в экстра-таймы, однако «Реал» победил по сумме двух игр из-за гола Карима на 96-й минуте. Первый матч полуфинала «Мадрид» минимально проиграл «Манчестер Сити» 4:3. Во второй игре «Реал» проигрывал до 90-й минуты 1:0, пока Родриго не оформил дубль за две минуты и не сравнял суммарный счёт. В экстра-тайме Бензема забил с пенальти и вывел команду в финал. В финале против «Ливерпуля» королевский клуб минимально победил 1:0 и взял трофей Лиги чемпионов.
За успехи в команде и вклад в победу клуба в двух турнирах Карим Бензема получил «Золотой мяч».

#### Последний сезон в «Реале»
В сезоне 2022/23 Бензема стал вторым бомбардиром чемпионата после Роберта Левандовского. «Реал» не стал чемпионом Испании и дошёл до полуфинала Лиги чемпионов.
4 июня 2023 года было объявлено, что Бензема покинет королевский клуб по окончании сезона. В тот же день прошёл последний матч Карима — «Реал» сыграл с «Атлетик Бильбао» в чемпионате Испании. На 72-й минуте Бензема забил гол с пенальти, после чего был заменён.

### «Аль-Иттихад»
6 июня 2023 года Бензема подписал контракт до 2026 года с саудовским клубом «Аль-Иттихад». Он присоединится к новой команде в статусе свободного агента по истечении контракта с «Реалом».

## Карьера в сборной
В 2004 году Бензема был игроком сборной Франции до 17, с которой выиграл Чемпионат Европы среди юношей до 17 лет, впервые в истории сборной. На турнире, который проходил во Франции, Бензема забил один гол в матче против сборной Северной Ирландии на групповом этапе. Позже играл за сборную до 18 лет. В 2005 году вместе со сборной выиграл Кубок Меридиана. Он сыграл во всех четырёх матчах и благодаря пяти его голам Франция выиграла турнир. В 2005—2006 годах играл за сборную до 19 лет, за которую провёл 8 матчей и забил 4 гола. Позже получил вызов в молодёжную сборную, в составе которой принимал участие в отборочных матчах молодёжного чемпионата Европы 2007. В стыковых матчах сборная Франции неожиданно уступила сборной Израиля по сумме двух матчей. На том турнире Бензема сыграл во всех пяти матчах, однако так и не сумел забить ни одного гола.

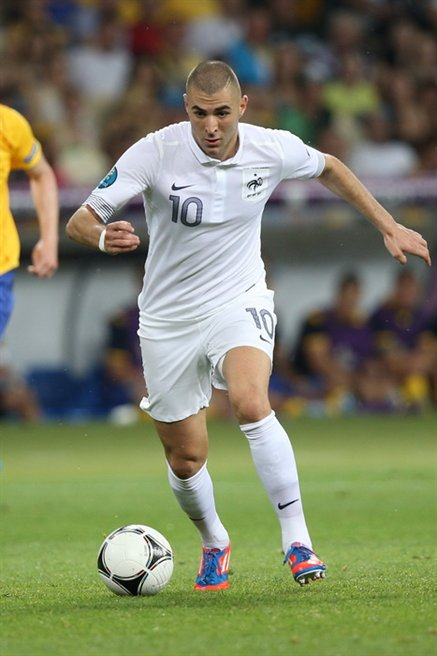
Карим Бензема в составе национальной сборной на Евро-2012

В декабре 2006 года получил вызов в первую сборную Франции на матч против сборной Греции, однако по причине травмы на поле так и не появился. Тогда же на поступившее от Алжирской федерации футбола предложение выступать за североафриканскую сборную Бензема ответил отказом.
Мои родители из Алжира, эта страна — в моём сердце, но в футбол я буду играть за Францию.
Полноценный дебют состоялся 28 марта 2007 года в товарищеском матче против сборной Австрии, в котором Бензема, выйдя на поле во втором тайме, забил гол и принёс победу сборной Франции.
Бензема вместе со сборной принимал участие в чемпионате Европы 2008. Франция тогда заняла последнее место в группе и вылетела из турнира. Бензема играл в двух матчах и не забил ни одного гола. После Евро-2008 сменил свой 9-й номер на футболку с номером 10. В квалификации на чемпионат мира 2010 принял участие в 8 матчах, но только в трёх из них выходил на поле с первых минут. Перед финальным турниром тренер сборной Раймон Доменек не включил Бензема в предварительную заявку на участие в чемпионате мира в ЮАР. После Евро-2012 Бензема не забивал за сборную на протяжении 1222 минут. Серия прервалась 11 октября 2013 года в товарищеском матче против Австралии.
В отборочном турнире чемпионате мира по футболу 2014 французы очень удачно выступили, Бензема забил 1 гол в ответном матче в ворота сборной Финляндии, в итоге матч закончился со счётом 3:0. Франция оказалась на втором месте, пропустив Испанию, и играла в стыковых матчах против Украины, где сначала уступила 2:0, но в ответном матче разгромила Украину со счётом 3:0. Бензема отличился голом между дублем Мамаду Сако. В финальной стадии чемпионата мира в группе Е, где соперниками были Гондурас, Швейцария, Эквадор, французы заняли первое место, а Карим Бензема забил три гола — дубль в ворота Гондураса и 1 гол в ворота швейцарцев, матч с которыми закончился со счётом 5:2 в пользу Франции; также сделал 3 голевые передачи. В 1/8 финала удачно обыграли Нигерию со счётом 2:0, при этом Бензема сделал голевую передачу на Антуана Гризманна. В матче 1/4 против Германии Бензема не сумел отличиться, и Франция проиграла со счётом 0:1. Тем не менее, Бензема стал лучшим игроком и бомбардиром французской сборной на этом турнире.
В 2015 году Бензема был отстранён от игр за сборную из-за скандала, связанного с шантажом Матьё Вальбуэна, и с тех пор не фигурировал ни в одном шорт-листе игроков для подготовки к матчам сборной, в том числе и матчей в рамках чемпионатов Европы и мира. В 2018 году президент Федерации футбола Франции заявил о том, что Бензема больше никогда не будет вызываться в сборную.
18 мая 2021 года Бензема получил приглашение в состав сборной для подготовки к чемпионату Европы 2020.
19 декабря 2022 года Карим Бензема объявил о завершении карьеры в сборной.

## Личная жизнь
Карим Бензема родился в французском городе Лион, в семье французских родителей алжирского происхождения. Является мусульманином, из-за чего соблюдает пост во время исламского священного месяца Рамадан. Его дед жил в деревне, расположенной в Алжире, прежде чем переселиться в Лион в 1950-х годах. Отец Хафид родился в Алжире, а его мать, Вахида, родилась и выросла в Лионе, однако её семья также происходила из Алжира. Карим стал третьим ребёнком в семье, всего же у него было восемь братьев и сестёр. Его младшие братья Гресси и Сабри тоже являются футболистами. Первый в настоящее время играет на любительском уровне в команде из шестого французского дивизиона, в то время как второй играет в молодёжной академии клуба из французского города Брон.
3 февраля 2014 года у Бензема родилась дочь Мелия. 5 мая 2017 года в семье француза появился ещё один ребёнок — Ибрагим.

### Проблемы с законом
В ноябре 2015 года Бензема был задержан полицией Франции как фигурант дела о шантаже футболиста Матьё Вальбуэна. 10 декабря 2015 года стало известно, что Карим Бензема отстранён от игр за сборную Франции по футболу. Об этом сообщил Президент Федерации футбола Франции Ноэль Ле Граэ. Это решение было доведено до главного тренера сборной Франции по футболу Дидье Дешама.

### Связи с группировкой «Братья-мусульмане»
В октябре 2023 года министр внутренних дел Франции Жеральд Дарманен обвинил Бензема в том, что тот «„имеет отношения“ с террористической группировкой, известной как „Братья-мусульмане“». Вслед за этим сенатор от Республиканской партии Буш-дю-Рон Валери Бойе потребовала лишить игрока французского гражданства и «Золотого мяча», если обвинения подтвердятся.

## Достижения

### Командные
«Лион»
- Чемпион Франции (4): 2004/05, 2005/06, 2006/07, 2007/08
- Обладатель Кубка Франции: 2007/08
- Обладатель Суперкубка Франции (2): 2006, 2007

«Реал Мадрид»
- Чемпион Испании (4): 2011/12, 2016/17, 2019/20, 2021/22
- Обладатель Кубка Испании (3): 2010/11, 2013/14, 2022/23
- Обладатель Суперкубка Испании (4): 2012, 2017, 2020, 2022
- Победитель Лиги чемпионов УЕФА (5): 2013/14, 2015/16, 2016/17, 2017/18, 2021/22
- Обладатель Суперкубка УЕФА (4): 2014, 2016, 2017, 2022
- Победитель Клубного чемпионата мира (5): 2014, 2016, 2017, 2018, 2022

«Аль-Иттихад»
- Чемпион Саудовской Аравии: 2024/25

Сборная Франции (до 17 лет)
- Чемпион Европы (до 17 лет): 2004

Сборная Франции (до 18 лет)
- Обладатель Кубка Меридиана: 2005

Сборная Франции
- Победитель Лиги наций УЕФА: 2020/21
- Серебряный призëр чемпионата мира: 2022

### Личные
- Обладатель «Золотого мяча» по версии France Football: 2022[100]
- Футболист года во Франции (4): 2011, 2012, 2014, 2021
- Футболист года во Франции по версии НСПФ: 2008
- Обладатель Приза ди Стефано как лучший игрок чемпионата Испании (2): 2020, 2022
- Лучший бомбардир чемпионата Франции: 2007/08
- Лучший бомбардир Кубка Франции: 2007/08
- Обладатель трофея «Браво»: 2008
- Игрок месяца Ла Лиги (5): октябрь 2014, июнь 2020, март 2021, сентябрь 2021, апрель 2022
- Футболист года в Европе по версии Onze Mondial (2): 2021, 2022
- Входит в состав символической сборной Лиги чемпионов УЕФА (2): 2020/21[101], 2021/22[102]
- Входит в состав символической сборной Европы по версии ESM (2): 2020/21, 2021/22
- Входит в состав символической сборной чемпионата Испании (5): 2018/19, 2019/20, 2020/21, 2021/22, 2022/23[103]
- Входит в состав символической сборной года по версии «L'Équipe» (3): 2020, 2021, 2022[104]
- Обладатель Трофея Пичичи как лучший бомбардир чемпионата Испании: 2021/22
- Игрок сезона Лиги чемпионов УЕФА: 2021/22
- Лучший бомбардир Лиги чемпионов УЕФА: 2021/22
- Лучший футболист года в Европе по версии УЕФА: 2022
- Член сборной FIFPro: 2022

## Статистика выступлений

### Клубная карьера
| Клуб                  | Сезон            | Лига | Лига | Кубки | Кубки | Еврокубки / Кубки АФК | Еврокубки / Кубки АФК | Прочие | Прочие | Итого | Итого |
| Клуб                  | Сезон            | Игры | Голы | Игры  | Голы  | Игры                  | Голы                  | Игры   | Голы   | Игры  | Голы  |
| --------------------- | ---------------- | ---- | ---- | ----- | ----- | --------------------- | --------------------- | ------ | ------ | ----- | ----- |
| Олимпик Лион          | 2004/05          | 6    | 0    | 0     | 0     | 0                     | 0                     | 0      | 0      | 6     | 0     |
| Олимпик Лион          | 2005/06          | 13   | 1    | 2     | 2     | 1                     | 1                     | 0      | 0      | 16    | 4     |
| Олимпик Лион          | 2006/07          | 21   | 5    | 2     | 0     | 3                     | 2                     | 1      | 1      | 27    | 8     |
| Олимпик Лион          | 2007/08          | 36   | 20   | 8     | 7     | 7                     | 4                     | 1      | 0      | 52    | 31    |
| Олимпик Лион          | 2008/09          | 36   | 17   | 2     | 1     | 8                     | 5                     | 1      | 0      | 47    | 23    |
| Олимпик Лион          | Итого            | 112  | 43   | 14    | 10    | 19                    | 12                    | 3      | 1      | 148   | 66    |
| Олимпик B (фарм-клуб) | 2004/05          | 11   | 10   | −     | −     | −                     | −                     | 0      | 0      | 11    | 10    |
| Олимпик B (фарм-клуб) | 2005/06          | 9    | 5    | −     | −     | −                     | −                     | 0      | 0      | 9     | 5     |
| Олимпик B (фарм-клуб) | 2006/07          | 1    | 0    | −     | −     | −                     | −                     | 0      | 0      | 1     | 0     |
| Олимпик B (фарм-клуб) | Итого            | 21   | 15   | 0     | 0     | 0                     | 0                     | 0      | 0      | 21    | 15    |
| Реал Мадрид           | 2009/10          | 27   | 8    | 1     | 0     | 5                     | 1                     | 0      | 0      | 33    | 9     |
| Реал Мадрид           | 2010/11          | 33   | 15   | 7     | 5     | 8                     | 6                     | 0      | 0      | 48    | 26    |
| Реал Мадрид           | 2011/12          | 34   | 21   | 5     | 3     | 11                    | 7                     | 2      | 1      | 52    | 32    |
| Реал Мадрид           | 2012/13          | 30   | 11   | 8     | 4     | 10                    | 5                     | 2      | 0      | 50    | 20    |
| Реал Мадрид           | 2013/14          | 35   | 17   | 6     | 2     | 11                    | 5                     | 0      | 0      | 52    | 24    |
| Реал Мадрид           | 2014/15          | 29   | 15   | 3     | 0     | 9                     | 6                     | 5      | 1      | 46    | 22    |
| Реал Мадрид           | 2015/16          | 27   | 24   | 0     | 0     | 9                     | 4                     | 0      | 0      | 36    | 28    |
| Реал Мадрид           | 2016/17          | 29   | 11   | 3     | 1     | 13                    | 5                     | 3      | 2      | 48    | 19    |
| Реал Мадрид           | 2017/18          | 32   | 5    | 1     | 1     | 9                     | 5                     | 5      | 1      | 47    | 12    |
| Реал Мадрид           | 2018/19          | 36   | 21   | 6     | 4     | 8                     | 4                     | 3      | 1      | 53    | 30    |
| Реал Мадрид           | 2019/20          | 37   | 21   | 3     | 1     | 8                     | 5                     | 0      | 0      | 48    | 27    |
| Реал Мадрид           | 2020/21          | 34   | 23   | 1     | 0     | 10                    | 6                     | 1      | 1      | 46    | 30    |
| Реал Мадрид           | 2021/22          | 32   | 27   | 0     | 0     | 12                    | 15                    | 2      | 2      | 46    | 44    |
| Реал Мадрид           | 2022/23          | 24   | 19   | 5     | 4     | 10                    | 4                     | 4      | 4      | 43    | 31    |
| Реал Мадрид           | Итого            | 439  | 238  | 49    | 25    | 133                   | 78                    | 27     | 13     | 648   | 354   |
| Аль-Иттихад (Джидда)  | 2023/24          | 15   | 9    | 1     | 1     | 2                     | 0                     | 6      | 5      | 24    | 15    |
| Аль-Иттихад (Джидда)  | Итого            | 15   | 9    | 1     | 1     | 2                     | 0                     | 6      | 5      | 24    | 15    |
| Всего за карьеру      | Всего за карьеру | 587  | 305  | 64    | 36    | 154                   | 90                    | 36     | 19     | 841   | 450   |

### Список матчей за сборную Франции
| Матчи и голы Карима Бензема за национальную сборную Франции | Матчи и голы Карима Бензема за национальную сборную Франции | Матчи и голы Карима Бензема за национальную сборную Франции | Матчи и голы Карима Бензема за национальную сборную Франции | Матчи и голы Карима Бензема за национальную сборную Франции | Матчи и голы Карима Бензема за национальную сборную Франции |
| №                                                           | Дата                                                        | Соперник                                                    | Счёт                                                        | Голы Бензема                                                | Соревнование                                                |
| ----------------------------------------------------------- | ----------------------------------------------------------- | ----------------------------------------------------------- | ----------------------------------------------------------- | ----------------------------------------------------------- | ----------------------------------------------------------- |
| 1                                                           | 28 марта 2007                                               | Австрия                                                     | 1:0                                                         | 53′                                                         | Товарищеский матч                                           |
| 2                                                           | 6 июня 2007                                                 | Грузия                                                      | 1:0                                                         | —                                                           | Отборочные матчи ЧЕ-2008                                    |
| 3                                                           | 22 августа 2007                                             | Словакия                                                    | 1:0                                                         | —                                                           | Товарищеский матч                                           |
| 4                                                           | 12 сентября 2007                                            | Шотландия                                                   | 0:1                                                         | —                                                           | Отборочные матчи ЧЕ-2008                                    |
| 5                                                           | 13 октября 2007                                             | Фарерские острова                                           | 6:0                                                         | 50′, 81′                                                    | Отборочные матчи ЧЕ-2008                                    |
| 6                                                           | 17 октября 2007                                             | Литва                                                       | 2:0                                                         | —                                                           | Отборочные матчи ЧЕ-2008                                    |
| 7                                                           | 16 ноября 2007                                              | Марокко                                                     | 2:2                                                         | —                                                           | Товарищеский матч                                           |
| 8                                                           | 21 ноября 2007                                              | Украина                                                     | 2:2                                                         | —                                                           | Отборочные матчи ЧЕ-2008                                    |
| 9                                                           | 6 февраля 2008                                              | Испания                                                     | 0:1                                                         | —                                                           | Товарищеский матч                                           |
| 10                                                          | 31 мая 2008                                                 | Парагвай                                                    | 0:0                                                         | —                                                           | Товарищеский матч                                           |
| 11                                                          | 3 июня 2008                                                 | Колумбия                                                    | 1:0                                                         | —                                                           | Товарищеский матч                                           |
| 12                                                          | 9 июня 2008                                                 | Румыния                                                     | 0:0                                                         | —                                                           | ЧЕ-2008. Групповой этап                                     |
| 13                                                          | 17 июня 2008                                                | Италия                                                      | 0:2                                                         | —                                                           | ЧЕ-2008. Групповой этап                                     |
| 14                                                          | 20 августа 2008                                             | Швеция                                                      | 3:2                                                         | 19′                                                         | Товарищеский матч                                           |
| 15                                                          | 6 сентября 2008                                             | Австрия                                                     | 1:3                                                         | —                                                           | Отборочные матчи ЧМ-2010                                    |
| 16                                                          | 10 сентября 2008                                            | Сербия                                                      | 2:1                                                         | —                                                           | Отборочные матчи ЧМ-2010                                    |
| 17                                                          | 11 октября 2008                                             | Румыния                                                     | 2:2                                                         | —                                                           | Отборочные матчи ЧМ-2010                                    |
| 18                                                          | 14 октября 2008                                             | Тунис                                                       | 3:1                                                         | 58′                                                         | Товарищеский матч                                           |
| 19                                                          | 19 ноября 2008                                              | Уругвай                                                     | 0:0                                                         | —                                                           | Товарищеский матч                                           |
| 20                                                          | 11 февраля 2009                                             | Аргентина                                                   | 0:2                                                         | —                                                           | Товарищеский матч                                           |
| 21                                                          | 28 марта 2009                                               | Литва                                                       | 1:0                                                         | —                                                           | Отборочные матчи ЧМ-2010                                    |
| 22                                                          | 1 апреля 2009                                               | Литва                                                       | 1:0                                                         | —                                                           | Отборочные матчи ЧМ-2010                                    |
| 23                                                          | 2 июня 2009                                                 | Нигерия                                                     | 0:1                                                         | —                                                           | Товарищеский матч                                           |
| 24                                                          | 5 июня 2009                                                 | Турция                                                      | 1:0                                                         | 39′ (пен.)                                                  | Товарищеский матч                                           |
| 25                                                          | 5 сентября 2009                                             | Румыния                                                     | 1:1                                                         | —                                                           | Отборочные матчи ЧМ-2010                                    |
| 26                                                          | 10 октября 2009                                             | Фарерские острова                                           | 5:0                                                         | 88′                                                         | Отборочные матчи ЧМ-2010                                    |
| 27                                                          | 14 октября 2009                                             | Австрия                                                     | 3:1                                                         | 18′                                                         | Отборочные матчи ЧМ-2010                                    |
| 28                                                          | 11 августа 2010                                             | Норвегия                                                    | 1:2                                                         | —                                                           | Товарищеский матч                                           |
| 29                                                          | 7 сентября 2010                                             | Босния и Герцеговина                                        | 2:0                                                         | 72′                                                         | Отборочные матчи ЧЕ-2012                                    |
| 30                                                          | 9 октября 2010                                              | Румыния                                                     | 2:0                                                         | —                                                           | Отборочные матчи ЧЕ-2012                                    |
| 31                                                          | 12 октября 2010                                             | Люксембург                                                  | 2:0                                                         | 22′                                                         | Отборочные матчи ЧЕ-2012                                    |
| 32                                                          | 17 ноября 2010                                              | Англия                                                      | 2:1                                                         | 16′                                                         | Товарищеский матч                                           |
| 33                                                          | 9 февраля 2011                                              | Бразилия                                                    | 1:0                                                         | 54′                                                         | Товарищеский матч                                           |
| 34                                                          | 25 марта 2011                                               | Люксембург                                                  | 2:0                                                         | —                                                           | Отборочные матчи ЧЕ-2012                                    |
| 35                                                          | 29 марта 2011                                               | Хорватия                                                    | 0:0                                                         | —                                                           | Товарищеский матч                                           |
| 36                                                          | 3 июня 2011                                                 | Беларусь                                                    | 1:1                                                         | —                                                           | Отборочные матчи ЧЕ-2012                                    |
| 37                                                          | 6 июня 2011                                                 | Украина                                                     | 4:1                                                         | —                                                           | Товарищеский матч                                           |
| 38                                                          | 10 августа 2011                                             | Чили                                                        | 1:1                                                         | —                                                           | Товарищеский матч                                           |
| 39                                                          | 2 сентября 2011                                             | Албания                                                     | 2:1                                                         | 11′                                                         | Отборочные матчи ЧЕ-2012                                    |
| 40                                                          | 6 сентября 2011                                             | Румыния                                                     | 0:0                                                         | —                                                           | Отборочные матчи ЧЕ-2012                                    |
| 41                                                          | 11 ноября 2011                                              | США                                                         | 1:0                                                         | —                                                           | Товарищеский матч                                           |
| 42                                                          | 15 ноября 2011                                              | Бельгия                                                     | 0:0                                                         | —                                                           | Товарищеский матч                                           |
| 43                                                          | 27 мая 2012                                                 | Исландия                                                    | 3:2                                                         | —                                                           | Товарищеский матч                                           |
| 44                                                          | 31 мая 2012                                                 | Сербия                                                      | 2:0                                                         | —                                                           | Товарищеский матч                                           |
| 45                                                          | 5 июня 2012                                                 | Эстония                                                     | 4:0                                                         | 37′, 47′                                                    | Товарищеский матч                                           |
| 46                                                          | 11 июня 2012                                                | Англия                                                      | 1:1                                                         | —                                                           | ЧЕ-2012. Групповой этап                                     |
| 47                                                          | 15 июня 2012                                                | Украина                                                     | 2:0                                                         | —                                                           | ЧЕ-2012. Групповой этап                                     |
| 48                                                          | 19 июня 2012                                                | Швеция                                                      | 0:2                                                         | —                                                           | ЧЕ-2012. Групповой этап                                     |
| 49                                                          | 23 июня 2012                                                | Испания                                                     | 0:2                                                         | —                                                           | ЧЕ-2012. 1/4 финала                                         |
| 50                                                          | 15 августа 2012                                             | Уругвай                                                     | 0:0                                                         | —                                                           | Товарищеский матч                                           |
| 51                                                          | 7 сентября 2012                                             | Финляндия                                                   | 1:0                                                         | —                                                           | Отборочные матчи ЧМ-2014                                    |
| 52                                                          | 11 сентября 2012                                            | Беларусь                                                    | 3:1                                                         | —                                                           | Отборочные матчи ЧМ-2014                                    |
| 53                                                          | 12 октября 2012                                             | Япония                                                      | 0:1                                                         | —                                                           | Товарищеский матч                                           |
| 54                                                          | 16 октября 2012                                             | Испания                                                     | 1:1                                                         | —                                                           | Отборочные матчи ЧМ-2014                                    |
| 55                                                          | 6 февраля 2013                                              | Германия                                                    | 1:2                                                         | —                                                           | Товарищеский матч                                           |
| 56                                                          | 22 марта 2013                                               | Грузия                                                      | 3:1                                                         | —                                                           | Отборочные матчи ЧМ-2014                                    |
| 57                                                          | 26 марта 2013                                               | Испания                                                     | 0:1                                                         | —                                                           | Отборочные матчи ЧМ-2014                                    |
| 58                                                          | 9 июня 2013                                                 | Бразилия                                                    | 0:3                                                         | —                                                           | Товарищеский матч                                           |
| 59                                                          | 14 августа 2013                                             | Бельгия                                                     | 0:0                                                         | —                                                           | Товарищеский матч                                           |
| 60                                                          | 6 сентября 2013                                             | Грузия                                                      | 0:0                                                         | —                                                           | Отборочные матчи ЧМ-2014                                    |
| 61                                                          | 11 октября 2013                                             | Австралия                                                   | 6:0                                                         | 50′                                                         | Товарищеский матч                                           |
| 62                                                          | 15 октября 2013                                             | Финляндия                                                   | 3:0                                                         | 87′                                                         | Отборочные матчи ЧМ-2014                                    |
| 63                                                          | 15 ноября 2013                                              | Украина                                                     | 0:2                                                         | —                                                           | Отборочные матчи ЧМ-2014                                    |
| 64                                                          | 19 ноября 2013                                              | Украина                                                     | 3:0                                                         | 34′                                                         | Отборочные матчи ЧМ-2014                                    |
| 65                                                          | 5 марта 2014                                                | Нидерланды                                                  | 2:0                                                         | 32′                                                         | Товарищеский матч                                           |
| 66                                                          | 8 июня 2014                                                 | Ямайка                                                      | 8:0                                                         | 38′, 63′                                                    | Товарищеский матч                                           |
| 67                                                          | 15 июня 2014                                                | Гондурас                                                    | 3:0                                                         | 45′ (пен.), 73′                                             | ЧМ-2014. Групповой этап                                     |
| 68                                                          | 20 июня 2014                                                | Швейцария                                                   | 5:2                                                         | 67′                                                         | ЧМ-2014. Групповой этап                                     |
| 69                                                          | 25 июня 2014                                                | Эквадор                                                     | 0:0                                                         | —                                                           | ЧМ-2014. Групповой этап                                     |
| 70                                                          | 30 июня 2014                                                | Нигерия                                                     | 2:0                                                         | —                                                           | ЧМ-2014. 1/8 финала                                         |
| 71                                                          | 4 июля 2014                                                 | Германия                                                    | 0:1                                                         | —                                                           | ЧМ-2014. 1/4 финала                                         |
| 72                                                          | 4 сентября 2014                                             | Испания                                                     | 1:0                                                         | —                                                           | Товарищеский матч                                           |
| 73                                                          | 7 сентября 2014                                             | Сербия                                                      | 1:1                                                         | —                                                           | Товарищеский матч                                           |
| 74                                                          | 11 октября 2014                                             | Португалия                                                  | 2:1                                                         | 3′                                                          | Товарищеский матч                                           |
| 75                                                          | 14 октября 2014                                             | Армения                                                     | 3:0                                                         | —                                                           | Товарищеский матч                                           |
| 76                                                          | 14 ноября 2014                                              | Албания                                                     | 1:1                                                         | —                                                           | Товарищеский матч                                           |
| 77                                                          | 18 ноября 2014                                              | Швеция                                                      | 1:0                                                         | —                                                           | Товарищеский матч                                           |
| 78                                                          | 26 марта 2015                                               | Бразилия                                                    | 1:3                                                         | —                                                           | Товарищеский матч                                           |
| 79                                                          | 4 сентября 2015                                             | Португалия                                                  | 1:0                                                         | —                                                           | Товарищеский матч                                           |
| 80                                                          | 7 сентября 2015                                             | Сербия                                                      | 2:1                                                         | —                                                           | Товарищеский матч                                           |
| 81                                                          | 8 октября 2015                                              | Армения                                                     | 4:0                                                         | 78′, 79′                                                    | Товарищеский матч                                           |
| 82                                                          | 2 июня 2021                                                 | Уэльс                                                       | 3:0                                                         | —                                                           | Товарищеский матч                                           |
| 83                                                          | 8 июня 2021                                                 | Болгария                                                    | 3:0                                                         | —                                                           | Товарищеский матч                                           |
| 84                                                          | 15 июня 2021                                                | Германия                                                    | 1:0                                                         | —                                                           | ЧЕ-2020. Групповой этап                                     |
| 85                                                          | 19 июня 2021                                                | Венгрия                                                     | 1:1                                                         | —                                                           | ЧЕ-2020. Групповой этап                                     |
| 86                                                          | 23 июня 2021                                                | Португалия                                                  | 2:2                                                         | 45′, 47′                                                    | ЧЕ-2020. Групповой этап                                     |
| 87                                                          | 28 июня 2021                                                | Швейцария                                                   | 3:3 (п. 4:5)                                                | 57′, 59′                                                    | ЧЕ-2020. 1/8 финала                                         |
| 88                                                          | 1 сентября 2021                                             | Босния и Герцеговина                                        | 1:1                                                         | —                                                           | Отборочные матчи ЧМ-2022                                    |
| 89                                                          | 4 сентября 2021                                             | Украина                                                     | 1:1                                                         | —                                                           | Отборочные матчи ЧМ-2022                                    |
| 90                                                          | 7 сентября 2021                                             | Финляндия                                                   | 2:0                                                         | —                                                           | Отборочные матчи ЧМ-2022                                    |
| 91                                                          | 7 октября 2021                                              | Бельгия                                                     | 3:2                                                         | 62′                                                         | Лига наций УЕФА 2020/21. 1/2 финала                         |
| 92                                                          | 10 октября 2021                                             | Испания                                                     | 2:1                                                         | 66′                                                         | Лига наций УЕФА 2020/21. Финал                              |
| 93                                                          | 13 ноября 2021                                              | Казахстан                                                   | 8:0                                                         | 55′, 59′                                                    | Отборочные матчи ЧМ-2022                                    |
| 94                                                          | 16 ноября 2021                                              | Финляндия                                                   | 2:0                                                         | 66′                                                         | Отборочные матчи ЧМ-2022                                    |
| 95                                                          | 3 июня 2022                                                 | Дания                                                       | 1:2                                                         | 51′                                                         | Лига наций УЕФА 2022/2023. Лига A                           |
| 96                                                          | 10 июня 2022                                                | Австрия                                                     | 1:1                                                         | —                                                           | Лига наций УЕФА 2022/2023. Лига A                           |
| 97                                                          | 13 июня 2022                                                | Хорватия                                                    | 0:1                                                         | —                                                           | Лига наций УЕФА 2022/2023. Лига A                           |

Итого: 97 матчей, 37 голов; 53 побед, 25 ничьих, 18 поражений.